# هنگامه قاضیانی
هنگامه قاضیانی (زادهٔ ۳۰ اردیبهشت ۱۳۴۹) بازیگر اهل ایران است. او با نقش‌آفرینی در فیلم‌های  به همین سادگی (۱۳۸۶) و روزهای زندگی (۱۳۹۰) برندهٔ جایزهٔ سیمرغ بلورین بهترین بازیگر نقش اول زن جشنواره فیلم فجر شد.

## زندگی

### تحصیلات
هنگامه قاضیانی فارغ‌التحصیل کارشناسی جغرافیای انسانی اقتصادی از دانشگاه آزاد اسلامی (شروع: دانشکده فنی دانشگاه آزاد مشهد - اتمام دانشگاه آزاد اسلامی واحد شهر ری) است.

### فعالیت‌ها
شروع فعالیت هنری از سال ۱۳۷۹ با فیلم سینمائی سایه‌روشن به کارگردانی حسن هدایت بود که پس از آن به تئاتر روی آورد و با نمایش مثل خون برای استیک کاری از گروه تئاتر لیو برای اولین بار به روی صحنه تئاتر رفت.
هنگامه قاضیانی در کنار فعالیت هنری خود ترجمه کتاب سرزمین مرد سرخپوست، قانون مرد سفیدپوست نوشته ویلکومب واشبرن را نیز در کارنامه خود دارد و همچنین وی به عنوان داور در جشنواره وارنا در بلغارستان شرکت کرد.
همچنین۱۳۹۴ در تالار وحدت کنسرت موسیقی بانوان را در مقام خواننده با اجرای قطعاتی با تنظیم رضا تاجبخش به روی صحنه برد.
قاضیانی در فیلم سینمایی به همین سادگی نقش یک زن خانه‌دار شهرستانی را که در مناسبات شهری تهران امروزی دچار تردید در زندگی با همسرش شده بازی کرد که برای نقش آفرینی در این فیلم سیمرغ بلورین بهترین بازیگر نقش اول زن در بیست و ششمین دوره جشنواره فیلم فجر در سال ۱۳۸۶ را دریافت کرد.
این بازیگر سال ۱۳۹۰ با دو فیلم سینمایی میگرن به کارگردانی مانلی شجاعی فرد و فیلم سینمایی روزهای زندگی به کارگردانی پرویز شیخ طادی به ایفای نقش پرداخت و توانست بار دیگر برای بازی در فیلم سینمایی روزهای زندگی سیمرغ بلورین بهترین بازیگر نقش اول زن را از سی امین جشنواره فیلم فجر به‌دست‌آورد.
هنگامه قاضیانی، جمعه ۱۹ خرداد ۱۴۰۲ با انتشار پستی در اینستاگرام از دنیای بازیگری و فعالیتهای سینمایی خداحافظی کرد.

## کنشگری اجتماعی
در جریان خیزش ۱۴۰۱ ایران، هنگامه قاضیانی با انتشار پستی در اینستاگرام در ۲۸ آبان، با برداشتن حجاب اجباری عنوان کرد «تا آخرین نفس کنار مردم ایران هستم». او پیشتر در واکنش به کشته شدن کیان پیرفلک ۱۰ ساله و سپهر مقصودی ۱۴ ساله در تیراندازی نیروهای امنیتی در ایذه خوزستان خطاب به حاکمان جمهوری اسلامی گفته بود «به نام حکومتِ بچه‌کش، نامتان در تاریخ ثبت شد».
خبرگزاری جمهوری اسلامی، ایرنا، یکشنبه ۲۹ آبان ۱۴۰۱ از بازداشت او خبر داد. بر اساس این گزارش، قاضیانی با «حکم قضایی» توسط دستگاه امنیتی بازداشت شد. خبرگزاری ایرنا اتهام قاضیانی را «ارتباط با رسانه‌های معاند و ضدانقلاب» عنوان کرده است. پس از این واقعه، لیلا نقدی‌پری، طراح صحنه و لباس سینما، پس از خواندن بیانه‌ای در اینستاگرامش، مخالفتش را با حجاب اجباری اعلام کرده، و اقدام هنگامه قاضیانی را به همان شکل تکرار کرد.
در تاریخ نهم آبان ۱۴۰۲ او در استوری صفحهٔ شخصی خود در اینستاگرام تصویری از احضاریه به تاریخ ابلاغ هفتم شهریور ۱۴۰۲ جهت حضور در دادسرای فرهنگ و رسانه به جرم نشر اکاذیب و تبلیغ علیه نظام منتشر کرد. بازپرس این پرونده حمید درگاهی خو می‌باشد.

## فیلم‌شناسی

### سینمایی
| عنوان                          | سال  | کارگردان              |
| ------------------------------ | ---- | --------------------- |
| سازهای ناکوک                   | ۱۳۹۸ | علی حضرتی             |
| زعفرانیه ۱۴ تیر                | ۱۳۹۷ | سیدعلی هاشمی          |
| به وقت خماری                   | ۱۳۹۶ | محمدحسین لطیفی        |
| اردک لی                        | ۱۳۹۶ | بهروز غریب پور        |
| یک قناری یک کلاغ               | ۱۳۹۵ | اصغر عبداللهی         |
| برادرم خسرو                    | ۱۳۹۴ | احسان بیگلری          |
| دلبری                          | ۱۳۹۳ | سیدجلال دهقانی اشکذری |
| هاری                           | ۱۳۹۳ | امیراحمد انصاری       |
| پدر آن دیگری                   | ۱۳۹۳ | یدالله صمدی           |
| ساکن طبقه وسط                  | ۱۳۹۳ | شهاب حسینی            |
| آزادی مشروط                    | ۱۳۹۲ | حسین مهکام            |
| جینگو                          | ۱۳۹۲ | تورج اصلانی           |
| با دیگران                      | ۱۳۹۲ | ناصر ضمیری            |
| به تهران خوش آمدید             | ۱۳۹۲ | رضا سبحانی            |
| بشارت به یک شهروند هزاره سوم   | ۱۳۹۱ | محمدهادی کریمی        |
| زندگی مشترک آقای محمودی و بانو | ۱۳۹۱ | روح‌الله حجازی         |
| روزهای زندگی                   | ۱۳۹۰ | پرویز شیخ‌طادی         |
| میگرن                          | ۱۳۹۰ | مانلی شجاعی فرد       |
| من مادر هستم                   | ۱۳۸۹ | فریدون جیرانی         |
| برف روی شیروانی داغ            | ۱۳۸۹ | محمدهادی کریمی        |
| سعادت‌آباد                      | ۱۳۸۹ | مازیار میری           |
| آینه‌های روبرو                  | ۱۳۸۸ | نگار آذربایجانی       |
| بیداری رؤیاها                  | ۱۳۸۸ | محمدعلی باشه آهنگر    |
| طاووس‌های بی‌پر                  | ۱۳۸۷ | جواد مزدآبادی         |
| به همین سادگی                  | ۱۳۸۶ | رضا میرکریمی          |
| نیلوفر                         | ۱۳۸۵ | سابین ژمایل           |
| اقلیما                         | ۱۳۸۵ | محمدمهدی عسگرپور      |
| روایت‌های ناتمام                | ۱۳۸۵ | پوریا آذربایجانی      |
| به آهستگی                      | ۱۳۸۴ | مازیار میری           |
| بازنده                         | ۱۳۸۳ | قاسم جعفری            |
| سایه‌روشن                       | ۱۳۸۰ | حسن هدایت             |

### تلویزیون
| عنوان        | سال       | کارگردان    | پخش از |
| ------------ | --------- | ----------- | ------ |
| سرزمین مادری | ۱۳۹۶–۱۳۸۷ | کمال تبریزی | شبکه ۳ |

### نمایش خانگی
| عنوان         | سال       | کارگردان      | پخش از       |
| ------------- | --------- | ------------- | ------------ |
| پدر گواردیولا | ۱۴۰۱–۱۴۰۰ | سعید نعمت‌الله | تماشاخانه    |
| جزیره         | ۱۴۰۰      | سیروس مقدم    | فیلیمو       |
| آمستردام      | ۱۴۰۰      | مسعود قراگزلو | تماشاخانه    |
| هم گناه       | ۱۳۹۸      | مصطفی کیایی   | نماوا فیلیمو |

### تئاتر
| عنوان           | سال  | کارگردان       |
| --------------- | ---- | -------------- |
| کالیگولا        | ۱۳۸۹ | همایون غنی‌زاده |
| خنکای ختم خاطره | ۱۳۸۸ | حمیدرضا آذرنگ  |
| در انتظار گودو  | ۱۳۸۳ |                |

## جوایز و افتخارات

### جشنواره فیلم فجر
| سال  | دوره                                    | بخش                           | فیلم          | نتیجه    | جایزه        |
| ---- | --------------------------------------- | ----------------------------- | ------------- | -------- | ------------ |
| ۱۳۹۰ | سی‌امین جشنواره بین‌المللی فیلم فجر       | بهترین بازیگر نقش اول زن      | روزهای زندگی  | برنده    | سیمرغ بلورین |
| ۱۳۹۰ | سی‌امین جشنواره بین‌المللی فیلم فجر       | بهترین بازیگر زن بخش فیلم اول | میگرن         | نامزدشده | سیمرغ بلورین |
| ۱۳۸۶ | بیست و ششمین جشنواره بین‌المللی فیلم فجر | بهترین بازیگر نقش اول زن      | به همین سادگی | برنده    | سیمرغ بلورین |

### سایر جشنواره‌ها
| سال  | جایزه                      | رده                       | فیلم                         | نتیجه    |
| ---- | -------------------------- | ------------------------- | ---------------------------- | -------- |
| ۱۴۰۳ | بیست و سومین دوره جشن حافظ | بهترین بازیگر زن درام     | سرزمین مادری                 | نامزدشده |
|      | جشنواره فیلم فجر کرمان     | جایزه بهترین بازیگر زن    | بشارت به یک شهروند هزاره سوم | برنده    |
|      | جشنواره فیلم دفاع مقدس     | جایزه بهترین بازیگر زن    | روزهای زندگی                 | برنده    |
|      | جشن خانه سینما             | بهترین بازیگر نقش مکمل زن | سعادت آباد                   | نامزدشده |
|      | تندیس حافظ                 | بهترین بازیگر زن          | بیداری رؤیاها                | برنده    |
|      | جشنوارهٔ دنیای تصویر        |                           | به همین سادگی                | برنده    |
|      | جشنواره وارنا              | جایزه بهترین بازیگر زن    | به همین سادگی                | برنده    |